# John Rudge
John Robert Rudge (Wolverhampton, 21 ottobre 1944) è un dirigente sportivo, allenatore di calcio ed ex calciatore inglese, di ruolo attaccante.

## Carriera

### Giocatore
Inizia a giocare nell'Huddersfield Town, club della seconda divisione inglese, con cui nel novembre del 1961 firma il suo primo contratto professionistico, dopo aver in precedenza giocato nelle giovanili del Wolverhampton; fa in realtà il suo esordio solamente nella stagione successiva, quando, appena diciottenne, gioca una partita nel campionato di Second Division. L'anno seguente rimane nuovamente in squadra senza mai giocare, mentre nella stagione 1964-1965 gioca 2 partite. Dopo un'ulteriore stagione senza presenze e 2 presenze nella prima parte della stagione 1966-1967, nel gennaio del 1967 (dopo 5 presenze in 6 stagioni e mezzo) viene ceduto al Carlisle Utd, altro club di seconda divisione: qui nella seconda parte della stagione 1966-1967 viene per la prima volta in carriera impiegato con regolarità, mettendo a segno 7 reti in 14 partite di campionato. Nella stagione 1967-1968 continua poi a far frequentemente parte della formazione titolare, tanto che realizza 9 reti in 32 presenze. Nella stagione 1969-1970, dopo altre 4 partite con il Carlisle United, viene ceduto al Torquay Utd, in terza divisione, dove termina l'annata mettendo a segno 2 reti in 14 partite di campionato. Negli anni immediatamente seguenti gioca invece da titolare nel Torquay United, dove peraltro chiude per la prime 2 volte in carriera (su 3 totali in carriera) un campionato in doppia cifra di reti segnate, grazie alle 14 marcature in 31 presenze della stagione 1969-1970 ed alle 17 reti in 40 presenze della stagione 1970-1971. Nella stagione 1971-1972 perde invece il posto in squadra, segnando una sola rete in 11 presenze: per questo motivo, nel febbraio del 1972 viene ceduto ai Bristol Rovers, sempre in terza divisione, dove conclude il campionato con 10 presenze e 3 reti. L'anno seguente mette a segno 10 reti in 28 presenze, mentre nella stagione 1973-1974 contribuisce con 4 reti in 19 presenze alla promozione del club in seconda divisione, categoria nella quale nella stagione 1974-1975 gioca 13 partite senza mai segnare, per poi trasferirsi a stagione in corso al Bournemouth, con cui gioca 7 partite in terza divisione. Chiude la carriera al termine della stagione 1975-1976, nella quale realizza 2 reti in 14 presenze in quarta divisione sempre con il Bournemouth.
In carriera ha totalizzato complessivamente 68 presenze e 16 reti nella seconda divisione inglese e, più in generale, 242 presenze e 69 reti nei campionati della Football League.

### Allenatore
Dal 1976 al gennaio del 1980 lavora come vice al Torquay United; in seguito si trasferisce al Port Vale, per ricoprire un ruolo analogo alle dipendenze dell'allenatore John McGrath. Nel dicembre del 1983, all'esonero di quest'ultimo, Rudge viene promosso ad allenatore ad interim, ereditando dal suo predecessore una situazione complessa: i Valiants, nonostante il terzo monte ingaggi più alto nella terza divisione inglese, avevano infatti perso 13 delle prime 17 partite di campionato e si trovavano in ultima posizione a 9 punti di distacco dalla penultima; il club si trovava inoltre anche in una situazione economica complicata (il monte ingaggi settimanale era il triplo degli incassi medi delle partite casalinghe), e nonostante alcune modifiche tattiche di Rudge (confermato come allenatore permanente del club l'8 marzo 1984) ed un progressivo miglioramento dei risultati, non riescono ad evitare la retrocessione in quarta divisione (riuscendo in compenso ad evitare di chiudere il campionato non all'ultimo posto in classifica, nonostante l'ampio distacco accumulato nella prima parte della stagione). L'anno seguente, complici le difficoltà finanziarie del club, costretto a vendere alcuni titolari e a costruire una rosa piena di giocatori giovani (Robbie Earle, Mark Bright ed Andy Jones tra gli altri), Rudge non va oltre un dodicesimo posto in classifica, conquistando in compenso la promozione in terza divisione una stagione più tardi, grazie al quarto posto ottenuto nella Fourth Division 1985-1986. Nell'estate del 1986 per affrontare la nuova categoria vengono acquistati Mark Grew, Ray Walker (prelevato per 12000 sterline dall'Aston Villa) e Paul Smith (prelevato per 10000 sterline dallo Sheffield Utd e rivenduto al quadruplo di quella cifra al Lincoln City pochi anni più tardi); il club termina il campionato a metà classifica, con 12 punti di vantaggio sulla zona retrocessione; nel corso di questa stagione viene inoltre acquistato per 15000 sterline dal Manchester City Darren Beckford, che nelle 4 stagioni successive sarà sempre il miglior marcatore stagionale del club. Nell'estate del 1987 grazie anche alla cessione di Andy Smith al Charlton per 350000 sterline la situazione economica del club inizia a migliorare in modo significativo, ed il campionato si conclude con un undicesimo posto in classifica, saldamente al di sopra della zona retrocessione; in stagione, il Port Vale ottiene anche dei buoni risultati in FA Cup, competizione in cui tra le altre elimina il Tottenham sconfiggendolo per 2-0. L'anno seguente, invece, il club vive una stagione storica, conquistando la promozione in seconda divisione a 32 anni dall'ultimo campionato disputato in questa categoria, grazie alla vittoria con un complessivo 3-1 nella finale play-off contro i Bristol Rovers. Decisivo per la promozione è anche lo scambio di attaccanti effettuato da Rudge nel gennaio del 1989: cede infatti per 35000 sterline Steve Harper al Preston N.E., usandone subito dopo 30000 per acquistare l'ala John Jeffers dal Liverpool, con quest'ultimo che poi giocherà per diversi anni da titolare con i Valiants in seconda divisione.
Nell'estate del 1989 viene acquistato dal Leeds Utd il difensore Neil Aspin, che negli anni seguenti diventerà una delle bandiere del club, con oltre 400 incontri ufficiali disputati fra tutte le competizioni; con lui arrivano anche Nicky Cross (autore di 175 presenze nei successivi 5 anni) ed il centrocampista olandese Robin van der Laan, acquistato per 80000 sterline ed a sua volta tra i protagonisti del lustro successivo, con oltre 200 presenze tra campionato e coppe nazionali. Le prime 2 stagioni in seconda divisione del Port Vale si rivelano un successo: il club arriva infatti prima undicesimo nella Second Division 1989-1990 e poi quindicesimo nella Second Division 1990-1991, sempre con un buon margine di vantaggio sulla zona retrocessione; tuttavia, nella stagione 1991-1992 conclude il campionato all'ultimo posto in classifica con 45 punti, a 5 punti di distacco dall'Oxford Utd quart'ultimo (e primo tra le squadre non retrocesse). Nell'estate del 1992 viene acquistato per 15000 sterline dai semiprofessionisti del Moor Green Ian Taylor, che oltre a segnare 15 reti (grazie a cui è il capocannoniere stagionale del club), nell'estate del 1994 viene ceduto allo Sheffield Weds per 1 milione di sterline più vari bonus (100000 sterline di bonus per un suo eventuale esordio in nazionale e 25000 sterline per ogni 10 gol segnati fino ad un massimo di 50, oltre ad un 15% sul ricavato di una sua futura rivendita), diventando così il primo giocatore nella storia del club ad essere venduto per una cifra maggiore o uguale al milione di sterline; grazie anche ai gol di Taylor il club vince il Football League Trophy e conclude il campionato al terzo posto in classifica, mancando però la promozione a causa della sconfitta nella finale play-off contro il West Bromwich quarto classificato. La stagione successiva è però altrettanto positiva, tanto che i Valiants concludono il campionato al secondo posto in classifica, venendo così promossi in seconda divisione senza bisogno di ricorrere ai play-off.
Nell'estate del 1994 Rudge reinveste il ricavato della cessione di Ian Taylor acquistando il centrocampista Tony Naylor e l'attaccante Steve Guppy (che in seguito arriverà anche ad esordire in nazionale), e complici questi buoni acquisti innestati sull'ossatura degli anni precedenti (tra cui anche Allen Tankard, arrivato per 87500 sterline dal Wigan ed autore in carriera di 324 presenze nel Port Vale) ottiene un buon diciassettesimo posto in classifica, con 10 punti di vantaggio sulla zona retrocessione; l'anno seguente il club, dopo aver ceduto in estate van der Laan al Derby County in cambio di 475000 sterline e dell'attaccante Lee Mills (che sarà il miglior marcatore stagionale dei Valiants nelle stagioni 1996-1997 e 1997-1998), vive una delle migliori annate della propria storia: oltre ad eliminare l'Everton (club di prima divisione) in FA Cup (venendo poi eliminato dal Leeds United negli ottavi di finale), raggiunge infatti la finale della Coppa Anglo-Italiana (persa contro il Genoa) e conquista un dodicesimo posto in campionato, piazzamento a cui segue un ottavo posto nel campionato successivo, in cui arriva a soli 4 punti dalla zona play-off, chiudendo con un vantaggio di 21 punti sulla zona retrocessione (si tratta peraltro del miglior piazzamento mai ottenuto dal club negli anni successivi alla Seconda guerra mondiale e, più in generale, dal 1931, quando si piazzò in quinta posizione sempre in seconda divisione). Tra la parte finale della stagione 1996-1997 e l'estate del 1997 Rudge realizza un'altra importante plusvalenza, prima cedendo Guppy al Leicester City per 850000 sterline e poi acquistando Gareth Ainsworth dal Lincoln City per 500000 sterline (Ainsworth verrà poi ceduto per 2 milioni di sterline già al termine della stagione 1997-1998), utilizzando gli 1,5 milioni di sterline ottenuti dalla cessione al Birmingham City di Jon McCarthy (acquistato per 450000 sterline nell'estate del 1995 usando il ricavato della cessione di van der Laan). Nonostante tutte le cessioni effettuate, anche nella stagione 1997-1998 il Port Vale conquista la salvezza, anche se in modo meno agevole degli anni precedenti: chiude infatti il campionato al diciannovesimo posto in classifica, a pari punti con Portsmouth e QPR e con un solo punto di vantaggio sul Manchester City terzultimo e retrocesso. Nell'estate del 1998, come già accennato, Ainsworth (uno dei migliori giocatori del club nella stagione precedente) viene ceduto, ed anche Mills lascia il club, passando per 1 milione di sterline al Bradford City; il campionato inizia in modo abbastanza negativo, con la squadra sempre in piena lotta per evitare la retrocessione. Il 18 gennaio 1999, Rudge viene però esonerato a sorpresa, dopo 16 anni di permanenza del club ed un totale di 843 partite allenate, 749 delle quali nei campionati della Football League, con un bilancio di 278 vittorie, 213 pareggi e 258 sconfitte, venendo sostituito in panchina da Brian Horton.
In generale, oltre ai risultati sportivi (sia pure con un solo trofeo vinto ha infatti conquistato anche 3 promozioni e mantenuto il club in seconda divisione per 7 delle sue 16 stagioni alla guida del club, su un totale complessivo di 31 stagioni del club in questa categoria, la maggior parte delle quali peraltro antecedenti agli anni '50), Rudge è considerato come il miglior allenatore nella storia del Port Vale anche per gli ottimi risultati ottenuti nello sviluppare giocatori relativamente sconosciuti (ad esempio Andy Jones e Ian Taylor, acquistati per poche migliaia di sterline da club Non-League, ma anche, tra gli altri, i vari Mark Bright, Robbie Earle, Robin Van der Laan, Gareth Ainsworth, Steve Guppy, Jon McCarthy, Lee Mills e Anthony Gardner, tutti prelevati da club delle serie minori ed in seguito arrivati in prima divisione ed in alcuni casi persino in nazionale) e per il bel gioco spesso espresso dai Valiants durante la sua lunga permanenza alla guida del club; si stima inoltre che con i giocatori da lui ceduti nel corso degli anni il Port Vale (pur non andando mai oltre la seconda divisione) abbia incassato una cifra di poco superiore ai 10 milioni di sterline.
Dopo l'esonero, decide di abbandonare in modo definitivo la carriera di allenatore, nonostante i soli 55 anni di età (nel corso degli anni aveva tra l'altro anche rifiutato numerose offerte da parte di club di categorie superiori o comunque della medesima categoria del Port Vale, tra cui ad esempio Preston N.E., Stoke City e Bradford City, rifiutando però in tutte le occasioni le avances di questi club per senso di lealtà nei confronti del Port Vale, che gli aveva consentito di iniziare ad allenare in giovane età ed a cui si sentiva molto legato).

#### Dirigente
Alcuni mesi dopo l'esonero la dirigenza del Port Vale gli chiese di tornare in società con un ruolo dirigenziale (direttore tecnico), ma Rudge, nonostante l'affetto per il club e la tifoseria, rinuncia al lavoro a causa degli strascichi dell'esonero; in seguito, all'inizio della stagione 1999-2000 assume un ruolo analogo ma per lo Stoke City, ovvero sostanzialmente l'altro club (oltre allo stesso Port Vale) dell'area metropolitana di Stoke-on-Trent, a sua volta militante in seconda divisione. Rimane in società con questo ruolo per complessive 6 stagioni e mezzo con 5 diversi allenatori (Gary Megson, Guðjón Þórðarson, Steve Cotterill, Tony Pulis e Johan Boskamp), fino al 2 novembre 2005, quando ha una lite pubblica con Boskamp durante una trasferta all'Highfield Road contro il Coventry City: l'allenatore olandese arriva al punto di chiedere alla dirigenza di scegliere tra lui e Rudge: dopo essere stato temporaneamente allontanato (destino che lo accomuna a Jan De Koning, il vice di Boskamp). Ad inizio 2006 Boskamp viene tuttavia esonerato e, complice anche l'acquisto dello Stoke da parte di Peter Coates, viene reintegrato nel suo ruolo, nuovamente con Tony Pulis come allenatore. Al termine della stagione 2007-2008 le Potteries conquistano la promozione in Premier League e così Rudge, a 47 anni di distanza dalla firma del suo primo contratto professionistico legato al mondo del calcio (ed all'età di 64 anni), si trova a lavorare in un club della prima divisione inglese. Negli anni seguenti il club ottiene una lunga serie di piazzamenti a metà classifica (sempre tra l'undicesimo ed il quattordicesimo posto in classifica), senza mai seriamente rischiare la retrocessione in seconda divisione. Al termine della stagione 2012-2013, dopo 14 anni nel club (eccezion fatta per una parentesi di pochi mesi tra il 2005 ed il 2006 durante la lite con Boskamp), anche Rudge lascia lo Stoke così come l'allenatore Tony Pulis. Tra il 2013 ed il 2017 continua a lavorare nel mondo del calcio, ricoprendo il ruolo di scout per l'Hull City.
Il 4 ottobre 2017 Rudge torna dopo 18 anni a lavorare per il Port Vale, voluto in società dal suo ex giocatore Neil Aspin, appena diventato allenatore del club (che nel frattempo si trovava al ventiduesimo e terzultimo posto in quarta divisione), con il ruolo di suo consulente. Mantiene questo ruolo fino al 10 agosto 2019 quando, all'arrivo in società dei nuovi proprietari Carol and Kevin Shanahan, viene spostato in un ruolo dirigenziale.

## Palmarès

### Allenatore

#### Competizioni nazionali
- Football League Trophy: 1

Port Vale: 1992-1993